# Christine Ras
Pour les articles homonymes, voir Ras.
Christine Ras (née le 4 février 1986) est une athlète sud-africaine. 

## Biographie
Christine Ras est médaillée de bronze du relais 4 x 100 mètres aux Championnats d'Afrique à Addis-Abeba avec Isabel le Roux, Tsholofelo Thipe et Geraldine Pillay.

## Palmarès
| Date | Compétition                    | Lieu        | Résultat | Épreuve     | Performance   |
| ---- | ------------------------------ | ----------- | -------- | ----------- | ------------- |
| 2005 | Championnats d'Afrique juniors | Tunis       | 2e       | 100 m haies | 44 s 28       |
| 2005 | Championnats d'Afrique juniors | Tunis       | 2e       | 4 x 400 m   | 3 min 47 s 39 |
| 2008 | Championnats d'Afrique         | Addis-Abeba | 3e       | 4 x 100 m   | 44 s 28       |